# Bisbat de Parma

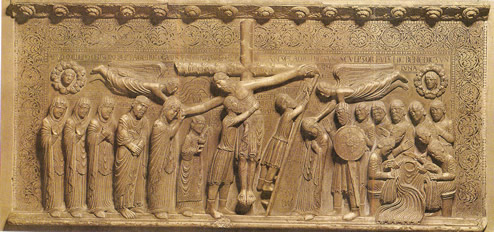
Davallament de la creu de Benedetto Antelami dins de la catedral de Parma.

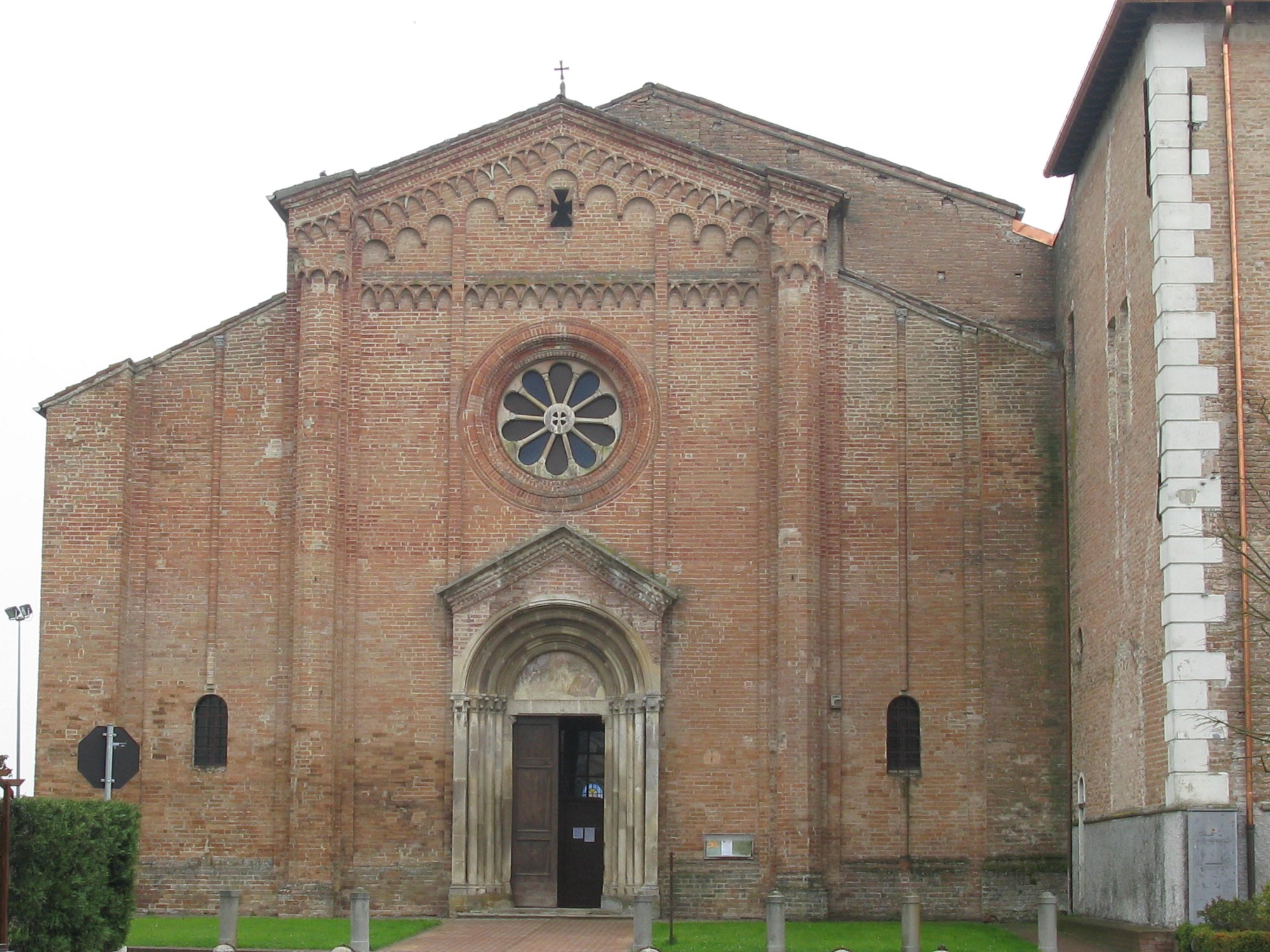
L'església de San Bernard de ll'abadia de Fontevivo.

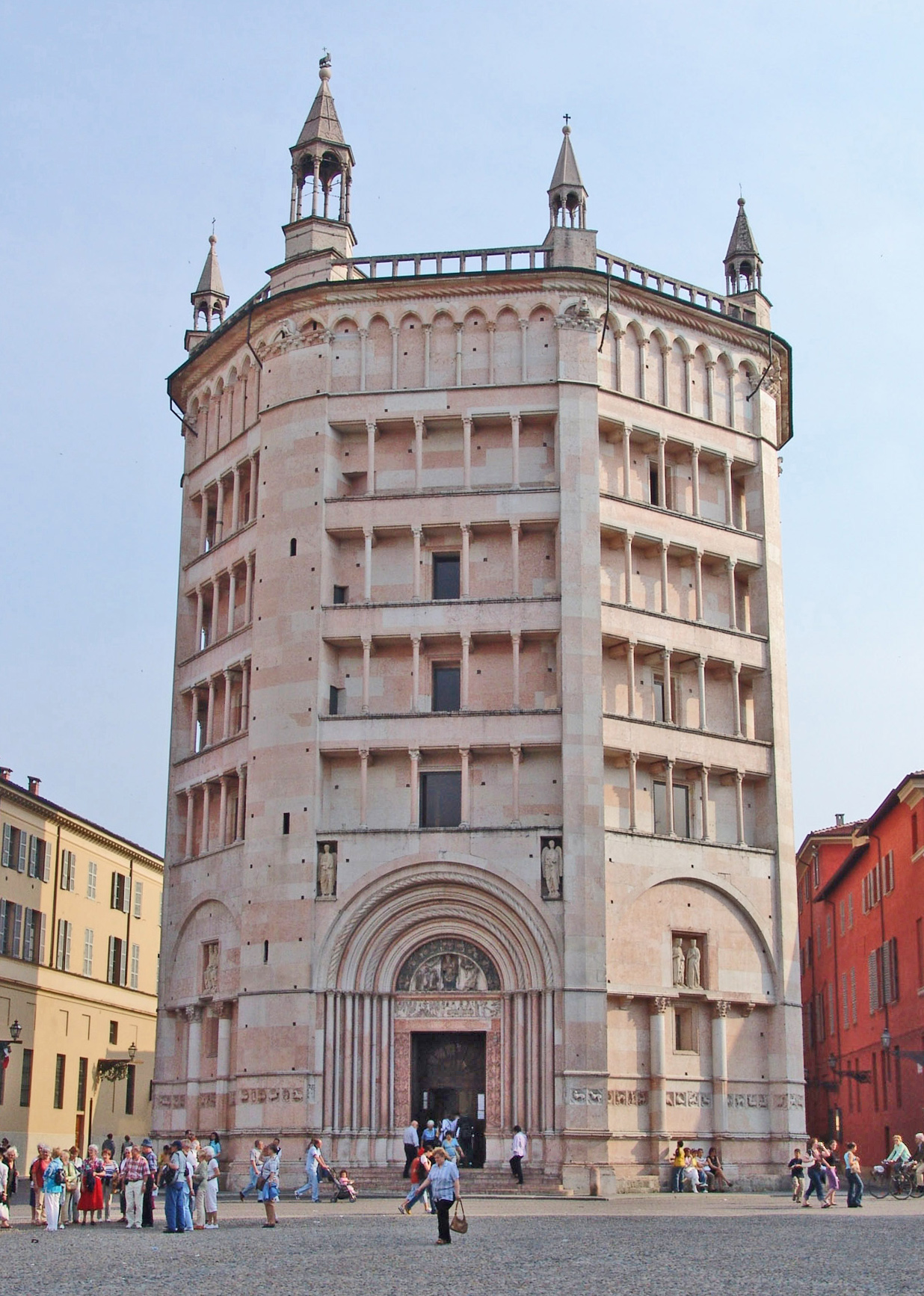
El baptisteri de Parma.

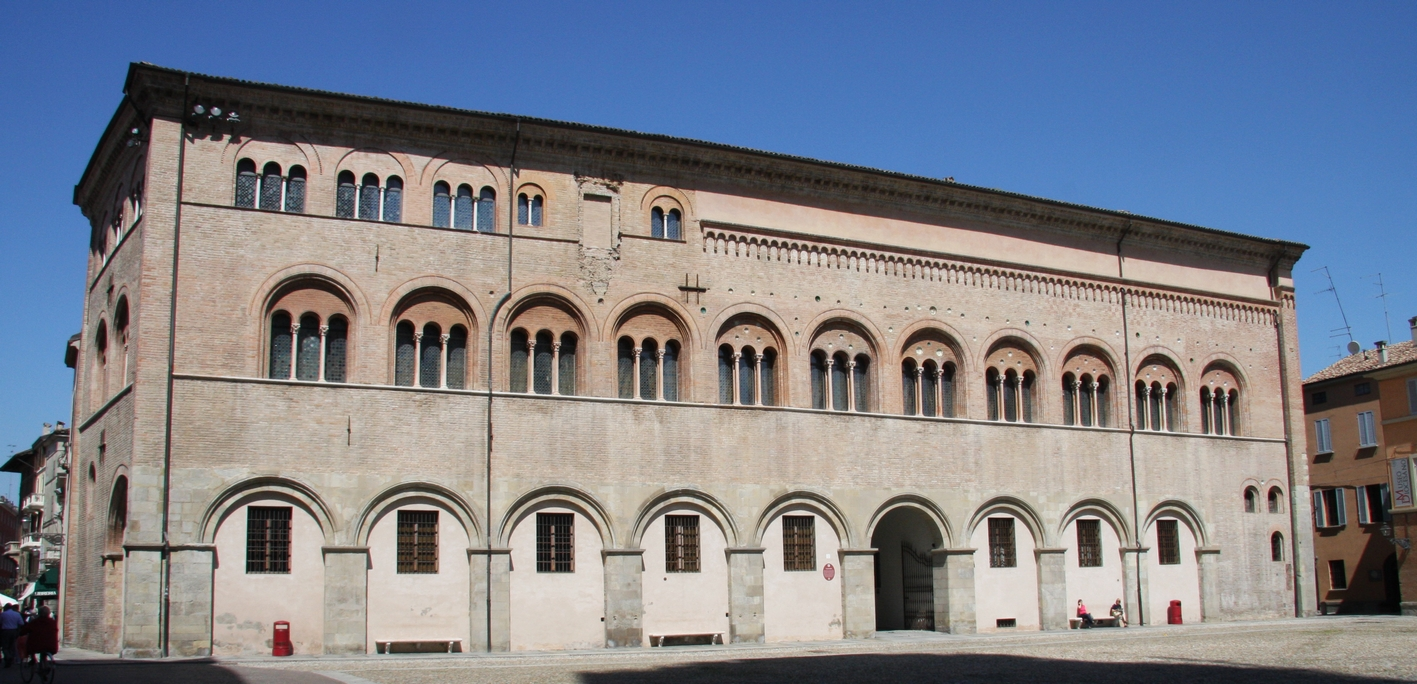
El palau episcopal.

El bisbat de Parma (italià: diocesi di Parma; llatí: Dioecesis Parmensis) és una seu de l'Església catòlica, sufragània de l'arquebisbat de Mòdena-Nonantola, que pertany a la regió eclesiàstica Emília-Romanya. El 2004 tenia 308.247 batejats d'un total de 320.662 habitants. Actualment està regida pel bisbe Enrico Solmi.

## Territori
La diòcesi comprèn aproximadament dos terços de la província de Parma. Limita al sud amb el bisbat de Massa Carrara-Pontremoli, a oest amb els bisbats de Piacenza-Bobbio i de Fidenza, al nord amb el de Cremona i a l'est amb el de Reggio Emilia-Guastalla.
La seu episcopal és la ciutat de Parma, on es troba la catedral de l'Assunzione di Maria Vergine.
El territori està dividit en 309 parròquies.

## Història
Els orígens de la diòcesi de Parma són incerts. El primer bisbe conegut és Urbano, esmentat a la segona meitat del segle iv; era un bisbe arrià, que encara que deposat el 372, ocupava la seu al 378 i va haver de ser expulsat per la força per l'autoritat imperial. No es coneixen altres bisbes fins al segle vii: després d'Esuperanzio, l'atribució del qual a Parma és incerta, se sap del bisbe Grazioso, que va assistir a una sínode a Roma al 680.
Originalment sufragània de l'arxidiòcesi de Milà, a mitjans del segle v es va convertir en part de la província eclesiàstica de l'arxidiòcesi de Ravenna. Al segle VII Parma va incorporar el territori de la suprimida diòcesi de Brescello.
Al segle x, el bisbe Oberto i el seu successor Sigefredo II van obtenir la investidura de l'abadia de Nonantola.
El 10 d'agost de 1058 un gran incendi va colpejar Parma i va destruir l'antiga catedral: la petició del bisbe Cadalo va ser construïda una nova fora de les muralles, en el lloc d'una antiga basílica cristiana; probablement acabada el 1074, va ser consagrada pel Papa Pasqual II entre el 31 d'octubre i 4 novembre de 1106. El 3 de gener de 1117 la catedral va quedar afectada pel terratrèmol.
El mateix Cadalo, en disputes per l'elecció d'Alexandre II, el 1061 va ser elegit com antipapa amb el nom d'Honori II; però mai no va deixar Parma i fins a la seva mort lluí el títol de mort del títol de episcopus parmensis et electus apostolicus.
A la segona meitat del segle xiii es va estendre a Parma la secta herètica dels Germans Apostòlics, que va ser condemnat pel Concili de Lió de 1274. En 1290 l'heresiarca Gherardo Segalelli va ser empresonat; escapà, va ser empresonat de nou en 1294; va fugir de nou i de nou va ser capturat en 1300, sent cremat a la foguera el 18 de maig d'aquell any.
El 1582 va esdevenir una diòcesi sufragània de l'arxidiòcesi de Bolonya. Des del 26 de maig de 1806 forma part de la província eclesiàstica de l'arxidiòcesi de Gènova. El 30 de març de 1818 va passar a estar immediatament subjecta a la Santa Seu.
El 28 de juliol de 1826 la duquessa de Parma Maria Luigia va concedir als bisbes de Parma el títol de Gran Prior de l'Orde Constantinià de Sant Jordi. El papa Lleó XIII el 14 d'agost de 1892 va concedir als bisbes de Parma el títol d'abat de Fontevivo.
El 1919 es va fundar el setmanari diocesà Vita Nuova.
Finalment, el 8 de desembre de 1976, la diòcesi va esdevebur sufragània de l'arxidiòcesi de Mòdena-Nonantola.
El 23 d'octubre de 2011 el papa Benet XVI va canonitzar el bisbe Guido Maria Conforti, fundador de la Congregació dels Missioners Xaverians.

## Cronologia episcopal
- Urbano † (inicis de 359 ? - 372 deposat)
- Esuperanzio ? † (citat el 603)
- Grazioso † (citat el 680)
- Aicardo † (citat el 731)
- Alboino † (citat el 744)
- Gerolamo † (citat el 775 aproximadament)
- Pietro † (citat el 781)
- Lamberto † (inicis de 827 - finals de 835)
- Guibodo (o Wibodo) † (inicis de 857 - 28 de juny o 25 de novembre de 895 mort)
- Elbungo † (895 - finals de 915)
- Aicardo † (inicis de 920 - finals de febrer de 927)
- Sigefredo I † (inicis de maig de 929 - finals de 944)
- Aldeodato I † (inicis de 947 - finals de 953)
- Oberto † (inicis de 961 - desembre de 980 mort)
- Sigefredo II † (980 - finals de 1006)
- Maiolo † (citat el 1013/1014 aproximadament)
- Enrico † (1015 - finals de febrer de 1026)
- Ugo † (inicis d'abril de 1027 - finals d'abril de 1040)
- Cadalo † (inicis d'abril de 1046 - finals d'abril de 1071)
- Everardo † (1073 - finals de maig de 1085 mort)
- Wido o Guido (1085 o 1087 - 1104 ?)
- San Bernardo degli Uberti, O.S.B.Vall. † (1106 - 4 desembre de 1133 mort)
- Alberto † (1133 - 1135)
- Lanfranco † (1139 - vers 1162 mort)
  - Aicardo da Cornazzano † (inicis d'agost de 1163 - 1167 o 1170 deposat) (cismàtic)
- Bernardo II † (inicis de setembre de 1172 - 1194 mort)
- Obizzo Fieschi † (23 desembre de 1194 - 22 de maig de 1224 mort)
- Grazia † (inicis de 3 de setembre de 1224 - 26 de setembre de 1236 mort)
- Gregorio ? † (citat el 1236)
- Martino da Colorno † (1237 - 1242 mort)
- Bernardo Vizio de' Scotti † (1242 - 7 de juliol o 15 d'octubre de 1243 deposat)
- Alberto Sanvitale † (1243 - 16 de maig de 1257 mort)
- Obizzo Sanvitale † (1257 - 23 de juliol de 1295 nomenat arquebisbe de Ravenna)
- Giovanni da Castell'Arquato, O.Cist. † (19 de setembre de 1295 - 25 de febrer de 1299 mort)
- Goffredo da Vezzano † (1 d'abril de 1299 - de març de 1300 mort)
- Papiniano della Rovere † (3 de juny de 1300 - 14 d'agost de 1316 mort)
- Simone Saltarelli, O.P. † (15 de gener de 1317 - 6 de juny de 1323 nomenat arquebisbe de Pisa)
- Ugolino Rossi † (6 de juny de 1323 - 28 d'abril de 1377 mort)
- Beltrando da Borsano † (vers d'abril de 1378 - vers 1380)
- Giovanni Rusconi † (22 de maig de 1380 - de setembre de 1412 mort)
- Bernardo Zambernelli, O.F.M.Conv. † (1412 - 11 de juliol de 1425 mort)
- Delfino della Pergola † (24 d'agost de 1425 - 24 de setembre de 1463 nomenat bisbe de Mòdena)
- Giovanni Antonio della Torre † (24 de setembre de 1463 - 15 de gener de 1476 nomenat bisbe de Cremona)
- Sagramoro Sagramori † (15 de gener de 1476 - 25 d'agost de 1482 mort)
- Gian Giacomo Schiaffinato † (1 de setembre de 1482 - 9 desembre de 1497 mort)
- Stefano Taverna † (20 desembre de 1497 - de gener de 1499 mort)
- Giovanni Antonio Sangiorgio † (6 de setembre de 1499 - 14 de març de 1509 mort)
- Alessandro Farnese † (28 de març de 1509 - 13 d'octubre de 1534 elegit papa amb el nom de Pau III)
  - Alessandro Farnese el jove, † (administrador apostòlic) (1 de novembre de 1534 - 13 d'agost de 1535 nomenat administrador apostòlic d'Avinyó)
  - Guido Ascanio Sforza di Santa Fiora † (administrador apostòlic) (13 d'agost de 1535 - 26 d'abril de 1560 renuncià)
- Alessandro Sforza di Santa Fiora † (26 d'abril de 1560 - 30 de març de 1573 renuncià)
- Ferdinando Farnese † (30 de març de 1573 - 27 d'agost de 1606 mort)
- Papirio Picedi † (30 d'agost de 1606 - 4 de març de 1614 mort)
- Alessandro Rossi † (9 de juliol de 1614 - 24 de març de 1615 mort)
- Pompeo Cornazzano, O.Cist. † (2 desembre de 1615 - 5 de juliol de 1647 mort)
- Gerolamo Corio † (2 de maig de 1650 - 26 de juliol de 1651 mort)
- Carlo Nembrini † (1 de juliol de 1652 - 16 d'agost de 1677 mort)
- Tommaso Saladino † (23 de juny de 1681 - 21 d'agost de 1694 mort)
- Giuseppe Olgiati † (8 de novembre de 1694 - 26 de gener de 1711 nomenat bisbe de Como)
- Camillo Marazzani † (11 de maig de 1711 - 12 d'agost de 1760 mort)
- Francesco Pettorelli Lalatta † (15 desembre de 1760 - 6 de maig de 1788 mort)
- Adeodato Turchi, O.F.M.Cap. † (15 de setembre de 1788 - 2 de setembre de 1803 mort)
- Carlo Francesco Maria Caselli, O.S.M. † (28 de maig de 1804 - 20 d'abril de 1828 mort)
- Remigio Crescini, O.S.B. † (23 de juny de 1828 - 20 de juliol de 1830 mort)
- Vitale Loschi † (28 de febrer de 1831 - 31 desembre de 1842 mort)
- Giovanni Tommaso Neuschel, O.P. † (27 de gener de 1843 - 11 de setembre de 1852 renuncià)
- Felice Cantimorri, O.F.M.Cap. † (23 de juny de 1854 - 28 de juliol de 1870 mort)
- Domenico Maria Villa † (28 de febrer de 1872 - 22 de juliol de 1882 mort)
- Giovanni Andrea Miotti † (25 de setembre de 1882 - 28 de març de 1893 mort)
- Francesco Magani † (12 de juny de 1893 - 12 desembre de 1907 mort)
- San Guido Maria Conforti † (12 desembre de 1907 succeduto - 5 de novembre de 1931 mort)
- Evasio Colli † (7 de maig de 1932 - 14 de març de 1971 mort)
- Amilcare Pasini † (5 d'agost de 1971 - 30 de novembre de 1981 renuncià)
- Benito Cocchi (22 de maig de 1982 - 12 d'abril de 1996 nomenat arquebisbe-abat de Mòdena-Nonantola)
- Silvio Cesare Bonicelli † (13 desembre de 1996 - 19 de gener de 2008 jubilat)
- Enrico Solmi, des del 19 de gener de 2008

## Estadístiques
A finals del 2004, la diòcesi tenia 308.247 batejats sobre una població de 320.662 persones, equivalent al 96,1% del total.
| any  | població | població | població | sacerdots | sacerdots       | sacerdots       | sacerdots             | diaques | religiosos | religiosos | parroquies |
| ---- | -------- | -------- | -------- | --------- | --------------- | --------------- | --------------------- | ------- | ---------- | ---------- | ---------- |
| any  | batejats | total    | %        | total     | clergat secular | clergat regular | batejats por sacerdot | diaques | homes      | dones      |            |
| 1950 | 299.000  | 300.000  | 99,7     | 481       | 356             | 125             | 621                   |         | 225        | 720        | 310        |
| 1970 | ?        | 308.798  | ?        | 492       | 331             | 161             | ?                     |         | 210        | 947        | 320        |
| 1980 | 322.500  | 327.786  | 98,4     | 411       | 271             | 140             | 784                   |         | 369        | 804        | 325        |
| 1990 | 307.800  | 314.104  | 98,0     | 381       | 240             | 141             | 807                   | 3       | 211        | 744        | 311        |
| 1999 | 304.010  | 314.325  | 96,7     | 313       | 201             | 112             | 971                   | 3       | 189        | 627        | 311        |
| 2000 | 304.010  | 314.325  | 96,7     | 291       | 196             | 95              | 1.044                 | 3       | 168        | 605        | 311        |
| 2001 | 304.030  | 314.340  | 96,7     | 306       | 187             | 119             | 993                   | 10      | 191        | 574        | 311        |
| 2002 | 308.103  | 320.496  | 96,1     | 305       | 181             | 124             | 1.010                 | 10      | 180        | 540        | 311        |
| 2003 | 308.463  | 320.882  | 96,1     | 298       | 177             | 121             | 1.035                 | 10      | 182        | 525        | 311        |
| 2004 | 308.247  | 320.662  | 96,1     | 295       | 176             | 119             | 1.044                 | 10      | 176        | 507        | 309        |